# Ich bin von Kopf bis Fuß auf Liebe eingestellt

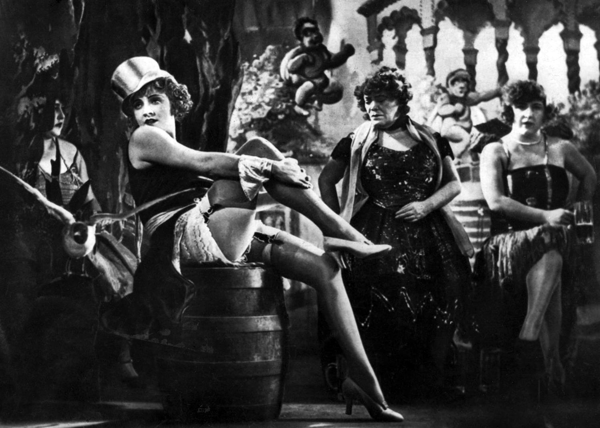
La actriz y cantante Marlene Dietrich en una foto publicitaria correspondiente a la secuencia que se representó en un cartel destinado a las salas de cine.

Ich bin von Kopf bis Fuß auf Liebe eingestellt (Estoy a punto para el amor de los pies a la cabeza) es una canción de 1930 compuesta por Frederick Hollander e interpretada por Marlene Dietrich en la película El ángel azul. La película incluía también una versión en inglés, titulada Falling in Love Again (Can't Help It), que se ha popularizado más.
El tema ha sido versionado multitud de veces. Algunos de los artistas que han grabado esta canción son Kevin Ayers, Billie Holiday, Doris Day (1961), Sammy Davis Jr (1962) Nina Simone (1966), Klaus Nomi (1982), Linda Ronstadt (1984), The Adicts (1985), Marianne Faithfull, Zarah Leander (1931), Bryan Ferry, The Puppini Sisters, Michael Lutzeier, Theo Bleckmann (2008) y Christina Aguilera.
El estribillo de Video Killed the Radio Star, aunque más sencillo, es parecido al comienzo de la línea melódica que se emplea en los versos primero y tercero de la segunda estrofa de Ich bin von Kopf bis Fuß auf Liebe eingestellt.   

## Letra
Ein rätselhafter Schimmer, ein "je ne sais-pas-quoi"

Liegt in den Augen immer bei einer schönen Frau.

Doch wenn sich meine Augen bei einem vis-à-vis

Ganz tief in seine saugen was sprechen dann sie?

Ich bin von Kopf bis Fuß auf Liebe eingestellt,

Denn das ist meine Welt – und sonst gar nichts.

Das ist, was soll ich machen, meine Natur.

Ich kann halt lieben nur – und sonst gar nichts.

Männer umschwirr'n mich wie Motten um das Licht

Und wenn sie verbrennen, ja dafür kann ich nichts.

Was bebt in meinen Händen, In ihrem heißen Druck?

Sie möchten sich verschwenden - sie haben nie genug.

Ihr werdet mir verzeihen, Ihr müßt es halt versteh'n,

Es lockt mich stets von neuem - Ich find' es so schön